# Ližnjan
Ližnjan är en ort i Kroatien.   Den ligger i länet Istrien, i den västra delen av landet, 190 km sydväst om huvudstaden Zagreb. Ližnjan ligger 58 meter över havet och antalet invånare är 994.
Terrängen runt Ližnjan är platt. Havet är nära Ližnjan åt sydost.  Närmaste större samhälle är Pula, 9,7 km nordväst om Ližnjan. 